# مارکو تولی
مارکو تولی (به ایتالیایی: Marco Tulli) (زاده ۲۰ نوامبر ۱۹۲۰-درگذشته ۲۰ مارس ۱۹۸۲) بازیگر ایتالیایی بود.
از فیلم‌های معروف او می‌توان به بازی در سه غریبه در رم، ببخشید شما نرمال هستید؟، مسالینا، مسالینا!، شب‌های پرحرارت پوپیا، ببخشید، موافقید یا مخالف؟، عجایب علاءالدین، دن کامیلو و عالی‌جناب پپونه و دن کامیلو: عالی‌جناب اشاره کرد.